# جاي إي. ويلش
جاي إي. ويلش (بالإنجليزية: Jay E. Welch)‏ هو مخرج جوقة أمريكي، ولد في 6 نوفمبر 1925، وتوفي في 15 ديسمبر 2008.

## وصلات خارجية
- جاي إي. ويلش على موقع ميوزك برينز (الإنجليزية)
- جاي إي. ويلش على موقع ديسكوغز (الإنجليزية)